# 2MASS J03504861-0518126
2MASS J03504861-0518126 ist ein Brauner Zwerg im Sternbild Eridanus. Er wurde 2002 von Suzanne L. Hawley et al. entdeckt. Er gehört der Spektralklasse L1 an.